# یولن (مینه‌سوتا)
یولن، مینه‌سوتا (به انگلیسی: Ulen, Minnesota) یک شهر در ایالات متحده آمریکا است که در شهرستان کلی (ابهام‌زادیی) واقع شده‌است.

## خصوصیات
یولن ۲٫۹۵ کیلومترمربع مساحت و ۵۴۷ نفر جمعیت دارد و ۳۵۱ متر بالاتر از سطح دریا واقع شده‌است.